# 富尔维奥·瓦尔布萨

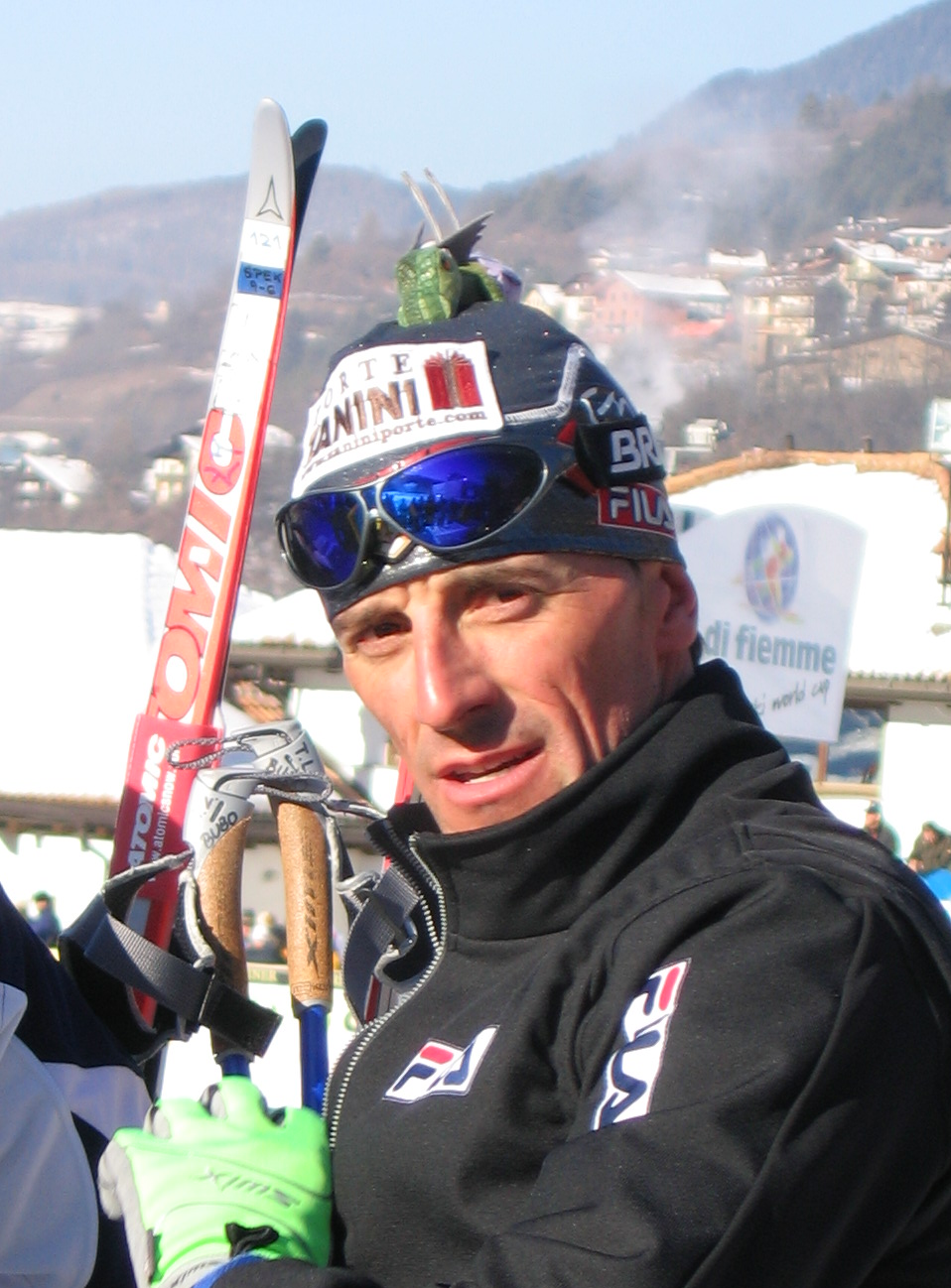
富尔维奥·瓦尔布萨

富尔维奥·瓦尔布萨（義大利語：Fulvio Valbusa，1969年2月15日—），意大利男子越野滑雪运动员。他曾代表意大利参加1992年、1994年、1998年、2002年和2006年冬季奥林匹克运动会越野滑雪比赛。